# Семенівка (Гинчештський район)
Сємьоновка (рум. Semionovca) — село у Гинчештському районі Молдови. Входить до складу комуни, адміністративним центром якої є село Мінджир.

## Населення
За даними перепису населення 2004 року у селі проживали 44 особи.
Національний склад населення села:
| Національність | Кількість осіб | Відсоток |
| -------------- | -------------- | -------- |
| молдавани      | 43             | 97,7%    |
| українці       | 1              | 2,3%     |
| Всього         | 44             | 100%     |